# シルヴィア (映画)
『シルヴィア』（Sylvia）は、2003年製作のイギリス映画である。クリスティン・ジェフズ監督。ピューリッツァー賞を受賞した作家シルヴィア・プラスの半生を、夫であった詩人テッド・ヒューズとの関係を軸に描く。

## キャスト
※括弧内は日本語吹替
- シルヴィア・プラス：グウィネス・パルトロー
- テッド・ヒューズ：ダニエル・クレイグ
- アル・アルヴァレス：ジャレッド・ハリス（石住昭彦）
- アッシア・ウェヴィル：アミラ・カサール
- オーレリア・プラス：ブライス・ダナー
- トーマス教授：マイケル・ガンボン（伊井篤史）